# Tramwaje w Starej Russie
Tramwaje w Starej Russie − zlikwidowany system komunikacji tramwajowej w rosyjskim mieście Stara Russa działający w latach 1922–1941.

## Historia
Decyzję o budowie linii tramwajowej podjęto w 1918. Przyczyną wydania tej decyzji były wagony tramwajowe ewakuowane do Starej Russy w 1915 z łotewskiego miasta Jurmała. Tramwaje w Starej Russie zaczęto budować w 1919. Otwarcie linii tramwajowej o szerokości toru 1000 mm nastąpiło 11 czerwca 1922. Początkowo linię obsługiwały tramwaje parowe do czasu elektryfikacji linii. Od 6 lipca 1924 linię obsługiwały już tramwaje elektryczne. Linię tramwajową zamknięto w lipcu 1941 z powodu zniszczeń wojennych. 

## Linia
W Starej Russie była jedna linia o długości 2 km kursująca na trasie:
- 1: Вокзал − Парк минвод

## Tabor
W Starej Russie były eksploatowane:
- tramwaj parowy: lokomotywa parowa Артур Коппель
- tramwaj elektryczny:

5 wagonów silnikowych (nr: 1 − 5) i 4 doczepne.